# Le Mayet-d'École

Le Mayet-d'École este o comună în departamentul Allier din centrul Franței. În 1 ianuarie 2022 avea o populație de 305 de locuitori.